# Thierry Ségur
Thierry Ségur (né le 11 février 1964 à Fort-de-France, en Martinique) est un dessinateur et coloriste français. Il est notamment connu pour la série des Légendes des Contrées Oubliées.

## Réalisations

### Storyboard
Storyboard pour le film Crying Freeman de Christophe Gans (sortie en France le 24 avril 1996).
Dessin de l’adaptation de Hans le joueur de flûte dans Il était une fois… (1995).

### Albums
- Kroc le Bô, Delcourt, 1990
Scénario : Bruno Chevalier - Dessin et couleurs : Thierry Ségur
- Le Roi des Méduses Igor Szalewa, Delcourt
Scénario et dessin : Thierry Ségur - Couleurs : 1997